# Oficina Nacional de Control Comercial Agropecuario
La Oficina Nacional de Control Comercial Agropecuario (ONCAA) fue un organismo dependiente del Ministerio de Agricultura, Ganadería y Pesca de la República Argentina y se encargaba de garantizar el cumplimiento de las normas comerciales por parte de los operadores que participan del mercado de ganados, carnes, granos y lácteos, a fin de asegurar transparencia y equidad en el desarrollo del sector agroalimentario, en todo el territorio de la República Argentina. El viernes 25 de febrero de 2011, el organismo fue disuelto por medio de un decreto Presidencial.

## Misiones y funciones de la ONCAA
- Dictar normas para el control de la comercialización de las cadenas agroalimentarias a fin de armonizar su desarrollo.

- Inscribir a Operadores en los registros correspondientes, habilitándolos para operar comercialmente.

- Organizar y controlar con auditorías de fiscalización a los operadores y a sus operatorias comerciales, a fin de desalentar aquellas que  sean desleales para optimizar el desarrollo de los mercados agroalimentarios.

- Aplicar las sanciones que correspondan por acciones u omisiones que signifiquen prácticas o conductas desleales en el comercio del sector agroalimentario.

- Administrar instrumentos de comercio exterior, según los diferentes rubros productivos.

- Administrar la Cuota Hilton.

- Compartir e intercambia información con organismos nacionales, provinciales y entidades públicas y privadas relacionadas con los sectores agroalimentarios de su incumbencia.

- Elaborar y publicar precios de referencia para ganado bovino y porcino.

- Elaborar y publicar informes y estadísticas sobre el desarrollo de los mercados de ganados, carnes, granos y lácteos.

- Instrumentar los mecanismos de compensación dispuestos por el Gobierno Nacional para el sector agroalimentario.